# Eurotower (Загреб)
Евротауер (хорв. Eurotower) — висотний будинок у столиці Хорватії Загребі, в районі Трнє, другий за висотою хмарочос міста після Загрепчанки, яка за сукупною висотою (разом із антеною) залишається найвищим хорватським офісним будинком (109 м), хоча за розмірами власне будівлі найвищою спорудою в Хорватії є саме «Eurotower».
Розташований у південно-західному кутку перехрестя вулиць Вуковарська та Лучича. Збудований 2006 року. Нині найвідоміший тим, що є місцем розташування Загребської фондової біржі та представництва KPMG у Хорватії.

## Технічні дані
Зважаючи на розташування будівлі на похилій місцевості, враховуються дві висоти — 94 м від висоти вхідного майданчика перед вежею (вулиця Лучича) і найвища висота 96 м з іншого боку, від входу в підземний паркінг (вулиця Гумбольдта). Висота будинку від підлоги найнижчого підземного поверху до найвищої точки — 109,5 м. Над землею знаходяться високий цокольний поверх, галерея, 23 поверхи та машинне відділення. Під землею розташовано 5 підвальних поверхів із 364 паркувальними місцями для персоналу та відвідувачів. Підлоги обслуговують 8 сучасних швидкісних ліфтів для працівників і відвідувачів, один вантажний ліфт та два сходові колодязі. Загальна площа становить 35 270 м², а площа, яка здається в оренду — 18 477 м².
Систему безпеки представляє сучасна розгалужена мережа пожежної сигналізації та камер. Хмарочос має 4 трансформатори та допоміжний блок.
Хмарочос має квадратну форму з планом поверху 36х27,6 м, а прямокутний фасад має заглибини у 5 місцях. Ці заглибини (уступи) розміщені на діаметрально протилежних сторонах квадрата, одна простягається з 1-го по 3-й поверх, дві — з 8-го по 10-й поверх і ще дві — з 18-го по 22-й поверх.
Залізобетонну конструкцію хмарочоса по периметру утримують 20 (5х4) бетонних стовпів, що тоншають до верху, та безліч арматури в серцевині.
Фасад виконано у вигляді поєднання двох злегка тонованих прозорих шарів скла. Вікна закріплені на повну висоту поверху, і, здавалося б, хаотично розподілені, але в місцях заглибин вони розташовані правильно. Останній — 23-й поверх лише частково покритий скляним фасадом. Більшість поверхів мають ребра скляних поверхонь по висоті всього поверху, які сильно відбивають сонце під певним кутом.
Окрім того, за певних умов освітлення частини або сторони хмарочоса по-різному відбивають світло, тому вежа є двоколірною, приміром, у похмуру погоду, а за яскравого сонячного світла здалеку деякі вікна відбивають світло перламутрово. Площа поверху без простінків чи перегородок, що дозволяє самостійно планувати офісні приміщення.
Весь комплекс спочатку було задумано як поєднання двох хмарочосів: 26- та 13-поверхового, які б відповідно звалися «Eurotower I» і «Eurotower II», але обидва в підсумку зменшились у висоту.
Архітектор будинку — Маріян Хржич, який також спроєктував загребську башту Цибона. Інвестор — Йосип Кордич, директор фірми «Hidrocommerce», генерального підрядника будівництва. Головним виконавцем будівельних робіт є фірма «Porr — Hrvatska». 

## Історія
Земельну ділянку під хмарочос виділили ще 2002 року, а роботи розпочалися влітку 2004 року. Перше вікно було встановлено у травні 2005 року, рівня останнього поверху досягнуто наприкінці серпня 2005 року, а на повну заплановану висоту вийшли наприкінці вересня 2005 року. Завершення робіт планувалося на кінець 2006 року. Висоту другого, нижчого хмарочоса (раніше званого баштою Мамича) було зменшено з 16 до 10 поверхів, а завершення планувалося в 2008 році. 

## Галерея

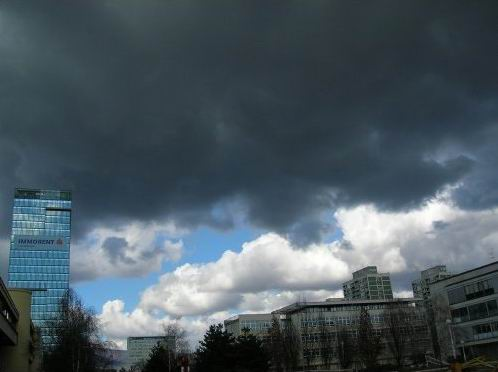
«Eurotower» віддалік
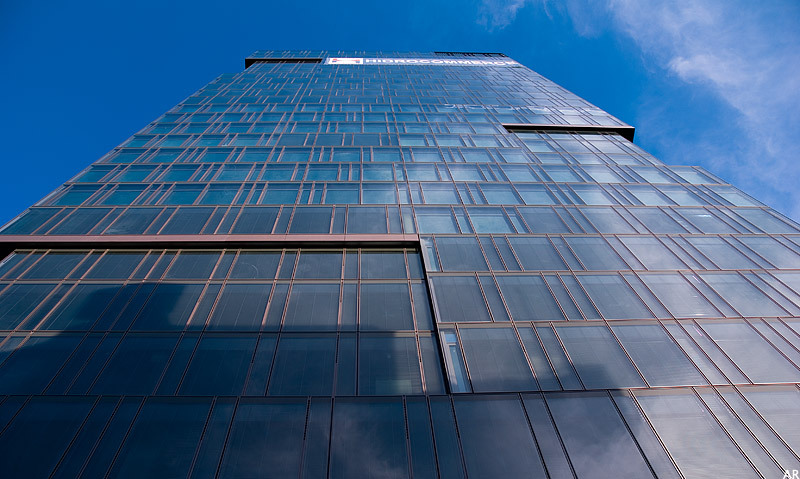
Чільна сторона будівлі
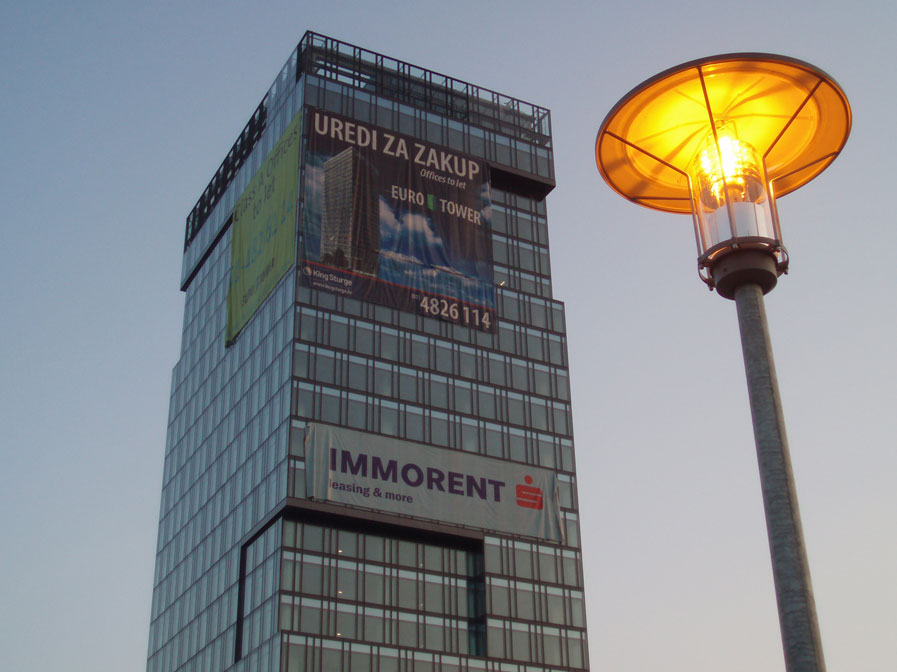
Верх «Евротауера»